# Turnera breviflora
Turnera breviflora là một loài thực vật có hoa trong họ Lạc tiên. Loài này được Moura miêu tả khoa học đầu tiên năm 1969.